# Приверно
Приверно (італ. Priverno) — муніципалітет в Італії, у регіоні Лаціо, провінція Латина. До 1927 року називався Піперно (Piperno).
Приверно розташоване на відстані близько 75 км на південний схід від Рима, 24 км на схід від Латини.
Населення — 14 542 особи (2014).

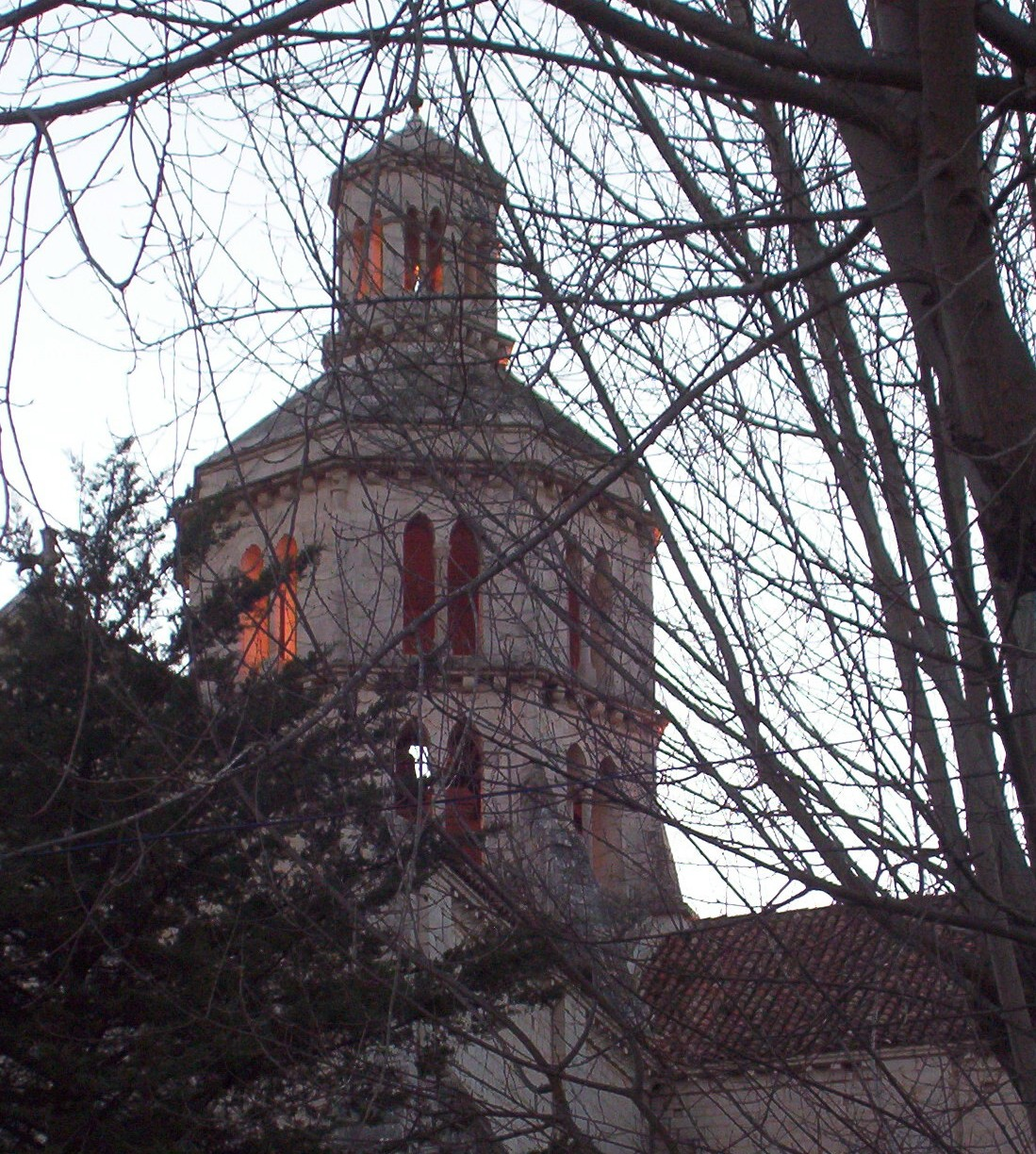

Щорічний фестиваль відбувається 7 березня. Покровитель — Святий Фома Аквінський (San Tommaso d'Aquino).

## Демографія
Населення за роками:

Станом на 1 січня 2023 року в муніципалітеті офіційно проживало 1316 іноземців з 50 країн, серед них 477 громадян країн Євросоюзу та 14 громадян України.

## Сусідні муніципалітети
- Маенца
- Понтінія
- Просседі
- Роккагорга
- Рокказекка-дей-Вольші
- Сецце
- Сонніно